# جماعة يينا

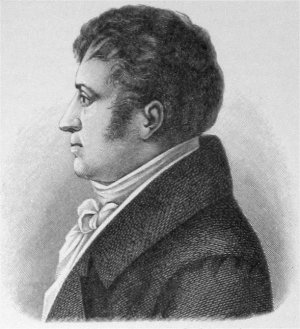

جماعة يينا حركة أدبية رومانسية، يعدها مؤرخو الفن أول الجماعات الرومانسية التي استطاعت إحداث تغيير جذري على الآدب الأوروبي، ظهرت في ألمانيا في نهاية القرن الثامن عشر، وسميت بهذا الاسم لأن روادها كانوا يمارسون نشاطهم في جامعة يينا التي استقطبت أشهر فلاسفة ذلك العصر مثل هيغل وفريدريك شيلنغ وجوهان جوتليب فيخته.
كان يوهان فيخته قد استقطب رواد الرومانسية الألمان حوله، ونشر اراءه -التي قامت بشكل أساسي على أفكار جان جاك روسو وإيمانويل كانت- في كتابه مذهب العلم وأسهم الرومانسيون الألمان في حصول التحوّل الهام في الأدب حينما آمنوا أن قوى الإبداع الشّاعرية والخيال هي التي يجب أن تحدد معالم الحياة.